# 芦家湾乡
芦家湾乡，是中华人民共和国甘肃省庆阳市环县下辖的一个乡镇级行政单位。

## 行政区划
芦家湾乡下辖以下地区：
大堡条村、花儿掌村、庙儿掌村、盘龙村、宋家掌村、桃李湾村、王庄村、小堡条村、杨兴庄村和井川村。